# Castillo de Alconétar
El castillo de Floripes, también conocido como castillo de Rocafrida (según documento de Juan II), castillo de Alconétar o fortaleza de Alconétar, es un fortaleza situada en Garrovillas de Alconétar en la provincia de Cáceres (Extremadura).

## Historia
Es de origen árabe, y fue conquistada por Fernando II de León, que en 1166 lo cedió a la Orden del Temple. En 1203, su sucesor Alfonso IX recuperó la mayoría de las fortalezas para entregárselas a la Orden de Alcántara, aunque a excepción de la fortaleza de Alconétar, continuó en manos de los templarios hasta 1312, momento en el que se disuelve la Orden.

## Ubicación
En la actualidad se encuentra dentro del perímetro del Embalse de José María de Oriol-Alcántara II, en el pantano de Alcántara, por lo que se encuentra sumergido la mayor parte del tiempo, salvo en temporadas muy secas, por lo que la única parte que se puede apreciar normalmente es su torre del homenaje, cuando desciende el nivel de agua; en años especialmente secos se puede observar la cerca almenada.

## Estado de conservación
Si bien se encuentra bajo la protección de la Declaración genérica del Decreto de 22 de abril de 1949, y la Ley 16/1985 sobre el Patrimonio Histórico Español, su estado actual es de ruina progresiva.

## Cultura popular
Sirvió de localización de leyendas cantadas en romances y referidas indirectamente por Cervantes en dos pasajes de El Quijote.